# Gabriele Procida
Gabriele Procida (Como, 1º giugno 2002) è un cestista italiano che gioca nel ruolo di guardia o Ala piccola nel Real Madrid e nella nazionale italiana.

## Carriera

### Club
Procida nasce a Como il 1º giugno 2002, da genitori originari di Agropoli. Dopo un'infanzia e un'adolescenza dedicate alla pallacanestro, esordisce con la Pallacanestro Cantù in Serie A il 13 ottobre 2019, contro la Reyer Venezia, giocando sei minuti.
Il 3 febbraio 2020 nella terza giornata di ritorno contro la Reyer Venezia, a seguito di tre falli di Wes Clark, gioca sette minuti ed impressiona il pubblico del PalaDesio con tre triple importanti ed un rimbalzo.
Nel girone di andata della stagione 2020-21 Procida guadagna spazio nelle rotazioni e convince nell'incontro con la Dinamo Sassari mettendo a segno 14 punti e ottenendo la numero uno nella top ten di giornata.
Il 24 gennaio 2021 fa segnare la sua migliore prestazione da 24 punti nella partita persa contro la V.L. Pesaro, valevole per la 17ª giornata del campionato. 
Chiude la stagione regolare 2020-21 con una media di 6.4 punti, 2.5 rimbalzi e 0.6 assist a partita, scendendo in campo in tutte le partite della stagione.
Il 26 luglio 2021, firma un contratto pluriennale con la Fortitudo Bologna, con clausola NBA, al termine di ogni stagione.
Al Draft NBA 2022 viene selezionato alla 36ª chiamata dai Detroit Pistons con una scelta originariamente spettante ai Portland Trail Blazers.
L'8 luglio 2022, firma un contratto triennale con l'Alba Berlino, squadra militante in Bundesliga e Euroleague.
Al termine della sua seconda stagione in Eurolega (2023/24), grazie a una media di 8,3 punti e 1,4 palle rubate, Procida ha vinto l'EuroLeague Rising Star Award 2024, primo giocatore nella storia dell'Alba Berlino e il terzo italiano a ricevere questo riconoscimento.
Il 25 luglio 2025 sigla un contratto triennale con il Real Madrid.

### Nazionale
Procida debutta con l'Italia il 19 febbraio 2021, nell'incontro con l'Estonia; due giorni dopo, termina la sfida con la Macedonia del Nord con 10 punti, 3 rimbalzi e 2 assist sul tabellino personale.
Nell'agosto del 2023, viene incluso dal commissario tecnico Gianmarco Pozzecco nella rosa italiana partecipante ai Mondiale maschili di pallacanestro in Giappone, Filippine e Indonesia, in cui gli azzurri concludono all'ottavo posto in seguito alle gare di piazzamento.

## Statistiche

### Club
| Anno      | Squadra           | PG | PT | MP   | TC%  | 3P%  | TL%  | RP  | AP  | PRP | SP  | PP  |
| --------- | ----------------- | -- | -- | ---- | ---- | ---- | ---- | --- | --- | --- | --- | --- |
| 2019–2020 | Pall. Cantù       | 7  | 0  | 4,0  | 42,9 | 50,0 | -    | 0,4 | 0,0 | 0,0 | 0,0 | 1,3 |
| 2020–2021 | Pall. Cantù       | 28 | 4  | 15,5 | 44,5 | 38,8 | 63,0 | 2,5 | 0,6 | 0,4 | 0,3 | 6,4 |
| 2021–2022 | Fortitudo Bologna | 26 | 7  | 18,5 | 52,2 | 38,3 | 78,4 | 3,0 | 0,6 | 0,8 | 0,1 | 7,0 |

### Eurolega
| Anno      | Squadra      | PG | PT | MP   | TC%  | 3P%  | TL%  | RP  | AP  | PRP | SP  | PP  |
| --------- | ------------ | -- | -- | ---- | ---- | ---- | ---- | --- | --- | --- | --- | --- |
| 2022-2023 | Alba Berlino | 27 | 4  | 14,6 | 39,9 | 24,1 | 75,8 | 1,8 | 0,5 | 0,5 | 0,3 | 5,7 |
| 2023-2024 | Alba Berlino | 25 | 3  | 17,4 | 42,4 | 29,0 | 75,6 | 1,6 | 0,9 | 1,4 | 0,4 | 8,3 |
| 2024-2025 | Alba Berlino | 26 | 17 | 20,5 | 43,9 | 21,9 | 78,6 | 2,2 | 0,8 | 0,7 | 0,3 | 9,7 |
| Carriera  | Carriera     | 78 | 24 | 17,5 | 42,0 | 25,0 | 76,7 | 1,8 | 0,7 | 0,8 | 0,3 | 7,9 |

### Nazionale
| Cronologia completa delle presenze e dei punti in Nazionale - Italia | Cronologia completa delle presenze e dei punti in Nazionale - Italia | Cronologia completa delle presenze e dei punti in Nazionale - Italia | Cronologia completa delle presenze e dei punti in Nazionale - Italia | Cronologia completa delle presenze e dei punti in Nazionale - Italia | Cronologia completa delle presenze e dei punti in Nazionale - Italia | Cronologia completa delle presenze e dei punti in Nazionale - Italia | Cronologia completa delle presenze e dei punti in Nazionale - Italia |
| Data                                                                 | Città                                                                | In casa                                                              | Risultato                                                            | Ospiti                                                               | Competizione                                                         | Punti                                                                | Note                                                                 |
| -------------------------------------------------------------------- | -------------------------------------------------------------------- | -------------------------------------------------------------------- | -------------------------------------------------------------------- | -------------------------------------------------------------------- | -------------------------------------------------------------------- | -------------------------------------------------------------------- | -------------------------------------------------------------------- |
| 18/02/2021                                                           | Perm'                                                                | Italia                                                               | 92 - 84                                                              | Macedonia del Nord                                                   | Qual. Euro 2022                                                      | 0                                                                    | [ 14 ]                                                               |
| 19/02/2021                                                           | Perm'                                                                | Italia                                                               | 101 - 105 dts                                                        | Estonia                                                              | Qual. Euro 2022                                                      | 0                                                                    | [ 8 ]                                                                |
| 21/02/2021                                                           | Perm'                                                                | Macedonia del Nord                                                   | 87 - 78                                                              | Italia                                                               | Qual. Euro 2022                                                      | 10                                                                   | [ 9 ]                                                                |
| 04/08/2023                                                           | Trento                                                               | Italia                                                               | 90 - 89 dts                                                          | Turchia                                                              | Torneo amichevole                                                    | 3                                                                    | [ 15 ]                                                               |
| 05/08/2023                                                           | Trento                                                               | Italia                                                               | 79 - 61                                                              | Cina                                                                 | Torneo amichevole                                                    | 10                                                                   | [ 16 ]                                                               |
| 09/08/2023                                                           | Atene                                                                | Italia                                                               | 89 - 88                                                              | Serbia                                                               | Torneo Acropolis 2023                                                | 7                                                                    | [ 17 ]                                                               |
| 10/08/2023                                                           | Atene                                                                | Grecia                                                               | 70 - 74                                                              | Italia                                                               | Torneo Acropolis 2023                                                | 4                                                                    | [ 18 ]                                                               |
| 13/08/2023                                                           | Ravenna                                                              | Italia                                                               | 98 - 65                                                              | Porto Rico                                                           | Amichevole                                                           | 16                                                                   | [ 19 ]                                                               |
| 20/08/2023                                                           | Shenzhen                                                             | Italia                                                               | 93 - 87                                                              | Brasile                                                              | Torneo amichevole                                                    | 0                                                                    | [ 20 ]                                                               |
| 21/08/2023                                                           | Shenzhen                                                             | Italia                                                               | 88 - 81                                                              | Nuova Zelanda                                                        | Torneo amichevole                                                    | 0                                                                    | [ 21 ]                                                               |
| 25/08/2023                                                           | Santa Maria                                                          | Angola                                                               | 67 - 81                                                              | Italia                                                               | Mondiali 2023 - 1ª fase a gironi                                     | 2                                                                    | [ 22 ]                                                               |
| 27/08/2023                                                           | Quezon City                                                          | Italia                                                               | 82 - 87                                                              | Rep. Dominicana                                                      | Mondiali 2023 - 1ª fase a gironi                                     | 0                                                                    | [ 23 ]                                                               |
| 29/08/2023                                                           | Quezon City                                                          | Filippine                                                            | 83 - 90                                                              | Italia                                                               | Mondiali 2023 - 1ª fase a gironi                                     | 0                                                                    | [ 24 ]                                                               |
| 01/09/2023                                                           | Quezon City                                                          | Serbia                                                               | 76 - 78                                                              | Italia                                                               | Mondiali 2023 - 2ª fase a gironi                                     | 0                                                                    | [ 25 ]                                                               |
| 03/09/2023                                                           | Quezon City                                                          | Italia                                                               | 73 - 57                                                              | Porto Rico                                                           | Mondiali 2023 - 2ª fase a gironi                                     | 2                                                                    | [ 26 ]                                                               |
| 05/09/2023                                                           | Pasay                                                                | Italia                                                               | 63 - 100                                                             | Stati Uniti                                                          | Mondiali 2023 - Quarti                                               | 4                                                                    | [ 27 ]                                                               |
| 07/09/2023                                                           | Pasay                                                                | Italia                                                               | 82 - 87                                                              | Lettonia                                                             | Mondiali 2023 - Semifinale 5º-8º posto                               | 8                                                                    | [ 28 ]                                                               |
| 09/09/2023                                                           | Pasay                                                                | Italia                                                               | 85 - 89                                                              | Slovenia                                                             | Mondiali 2023 - Finale 7º-8º posto                                   | 3                                                                    | [ 29 ]                                                               |
| 22/02/2024                                                           | Pesaro                                                               | Italia                                                               | 87 - 80                                                              | Turchia                                                              | Qual. Euro 2025                                                      | 7                                                                    | [ 30 ]                                                               |
| 25/02/2024                                                           | Szombathely                                                          | Ungheria                                                             | 62 - 83                                                              | Italia                                                               | Qual. Euro 2025                                                      | 9                                                                    | [ 31 ]                                                               |
| 20/02/2025                                                           | Istanbul                                                             | Turchia                                                              | 67 - 80                                                              | Italia                                                               | Qual. Euro 2025                                                      | 12                                                                   | [ 32 ]                                                               |
| 23/02/2025                                                           | Reggio Calabria                                                      | Italia                                                               | 67 - 71                                                              | Ungheria                                                             | Qual. Euro 2025                                                      | 0                                                                    | [ 33 ]                                                               |
| 02/08/2025                                                           | Trento                                                               | Italia                                                               | 87 - 61                                                              | Islanda                                                              | Torneo amichevole                                                    | 12                                                                   | [ 34 ]                                                               |
| 03/08/2025                                                           | Trento                                                               | Italia                                                               | 80 - 56                                                              | Senegal                                                              | Torneo amichevole                                                    | 12                                                                   | [ 35 ]                                                               |
| 09/08/2025                                                           | Trieste                                                              | Italia                                                               | 91 - 75                                                              | Lettonia                                                             | Amichevole                                                           | 0                                                                    | [ 36 ]                                                               |
| 14/08/2025                                                           | Bologna                                                              | Italia                                                               | 84 - 72                                                              | Argentina                                                            | Amichevole                                                           | 6                                                                    | [ 37 ]                                                               |
| Totale                                                               |                                                                      | Presenze                                                             | 26                                                                   |                                                                      | Punti                                                                | 127                                                                  |                                                                      |

## Palmarès

### Individuale
- Euroleague Rising Star Trophy: 1

Alba Berlino: 2023-24